# Parque de los Acueductos

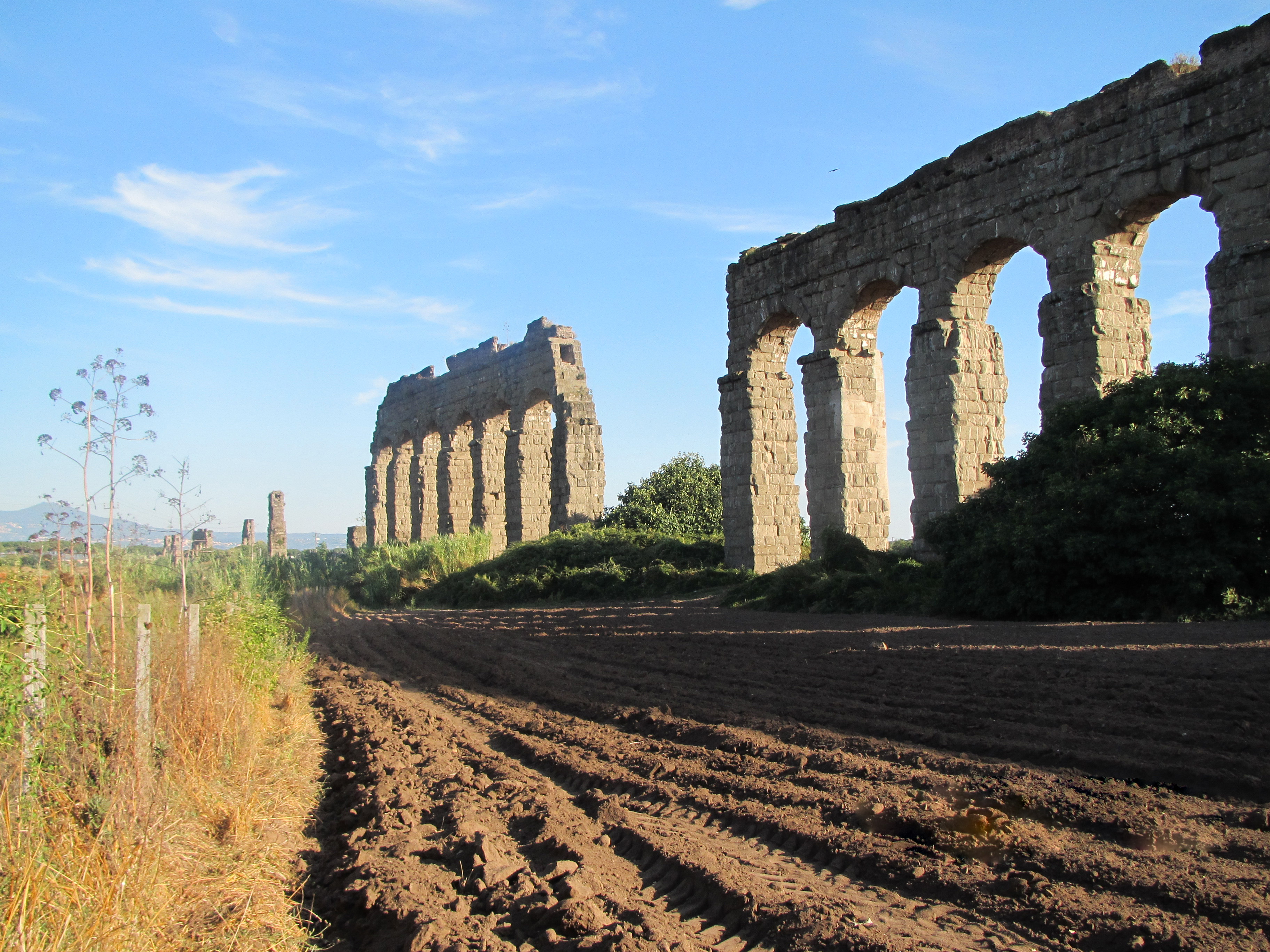
Aqua Claudia

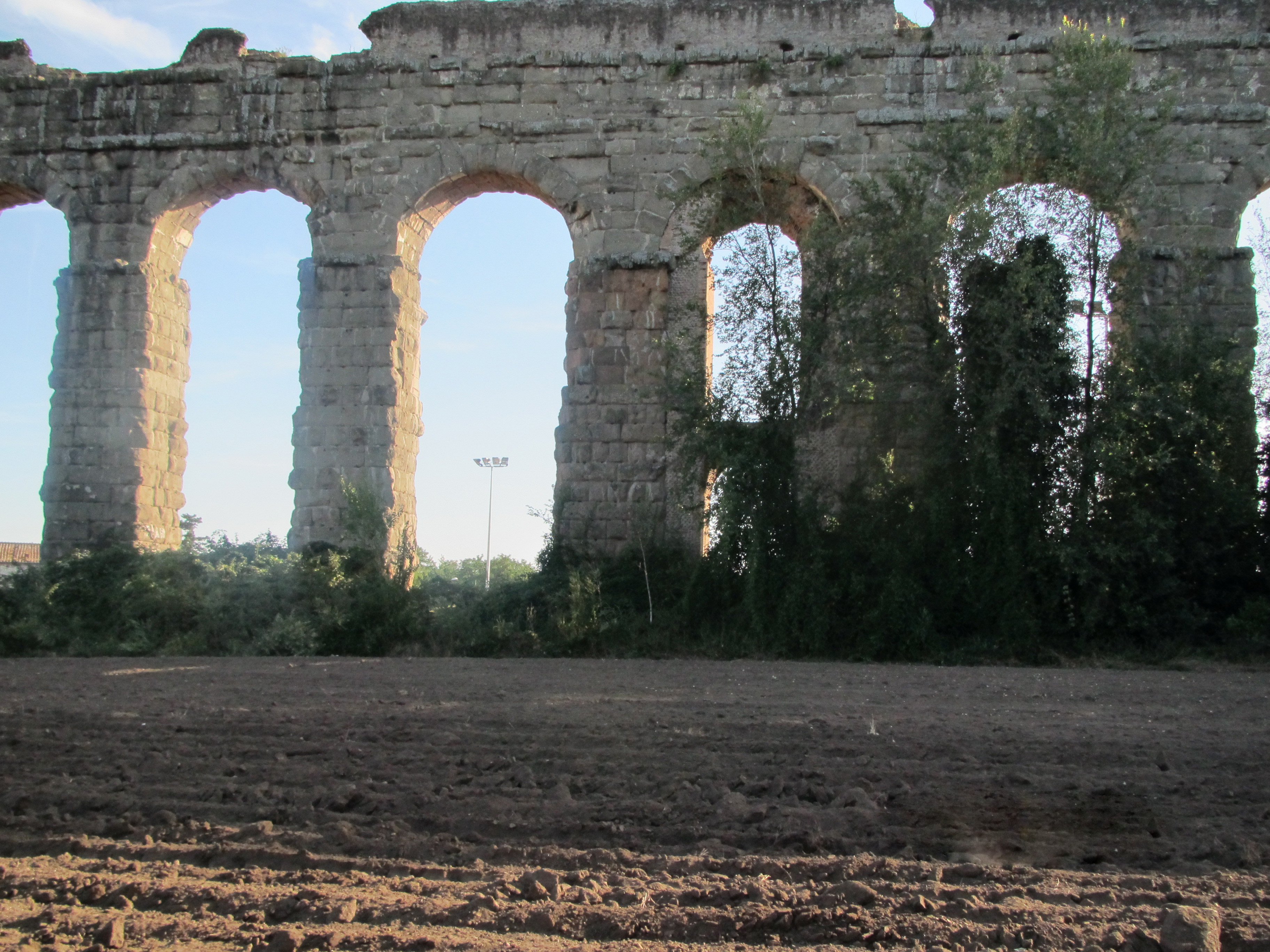
Aqua Claudia

El Parque de los Acueductos (en italiano, Parco degli Acquedotti) es un parque público en Roma, Italia. Es parte del Parco Regionale dell'Appia Antica aproximadamente 15 ha. El parque lleva el nombre por los acueductos que lo cruzan, por un lado por el Aqua Felice y que contiene parte de la Aqua Claudia y los restos de Villa delle Vignacce. Al parque se llega por las estaciones del metro Lucio Sesto y Giulio Agricola (línea A).
Aunque está a solo 8 km del centro de Roma, el parque ha sido protegido de desarrollo y conserva un aire rústico. Hacia el sur y el este del parque todavía hay cultivos y se encuentran ovejas pastando. En parte debido a su proximidad a los estudios de cine de Roma, en Cinecittà, es a menudo utilizado como un lugar de rodaje. Quizá la escena más memorable es el pistoletazo de salida de La Dolce Vita en el que vemos una estatua de Cristo suspendido de un helicóptero que volaba a lo largo de la Aqua Claudia.